# Molinos (Argentinien)
Molinos ist die Hauptstadt des gleichnamigen Departamentos  Molinos in der Provinz Salta im Nordwesten Argentiniens. Sie liegt 116 Kilometer von Cafayate und 92 Kilometer von San Carlos entfernt auf einer Höhe von 2020 Metern. Die Entfernung zur Provinzhauptstadt Salta beträgt 197 Kilometer. In der Klassifizierung der Gemeinden der Provinz gehört sie zu den Gemeinden der 1. Kategorie.

## Klima
Das Klima ist trocken mit starken Schwankungen der Tagestemperaturen. Die durchschnittliche Temperatur bei Tage beträgt 18 Grad Celsius und in der Nacht -2 Grad Celsius.

## Geschichte
Molinos wurde Mitte des 17. Jahrhunderts gegründet als die spanische Krone Diego Diez Gómez eine Landfläche im zentralen Valle de Calchaquí, die das heutige Departamento Molinos und Teile des Departamentos San Carlos umfasste, zur Encomienda überließ. Eine Nachfahrin dieser Familie heiratete den General Domingo de Isasmendi, der im Kampf gegen die Calchaquiés eingesetzt worden war. Zu diesem Zeitpunkt hatte sich Molinos bereits zum einzigen Dorf von Bedeutung im westlichen Calchaquí-Tal entwickelt und bis in die ersten Jahre des 20. Jahrhunderts hinein lag der Ort an der wichtigsten Handelsroute zwischen Salta und Chile.
1775 erbte der Sohn des Generals Isasmendi, Nicolás Severo de Isasmendi, die Ländereien, und die Hacienda erreichte den Höhepunkt ihrer Blüte. Sechs Jahre später kämpfte er gegen die aufständischen Indios des Tupac Amarú. Als letzter königlich-spanischer Gouverneur übertrug Nicolás Severo de Isasmendi die Befehlsgewalt über die Provinz Salta an Feliciano Chiclana, den Gesandten der Junta de Buenos Aires. Nach seinem Tod im Jahre 1837 nahm die Bedeutung des Ortes allmählich ab.

## Tourismus
Molinos Lage zwischen den touristischen Attraktionen Cafayate und Cachi hat dazu beigetragen, dass auch dieser weinproduzierende Hochlandort zunehmendes Interesse findet. Restaurierte historische Gebäude, darunter die Kirche und die Hacienda der Isasmendis tragen zur Attraktivität ebenso bei wie eine exklusive Hotellerie und Gastronomie (Colome).
Bekannte touristische Ziele

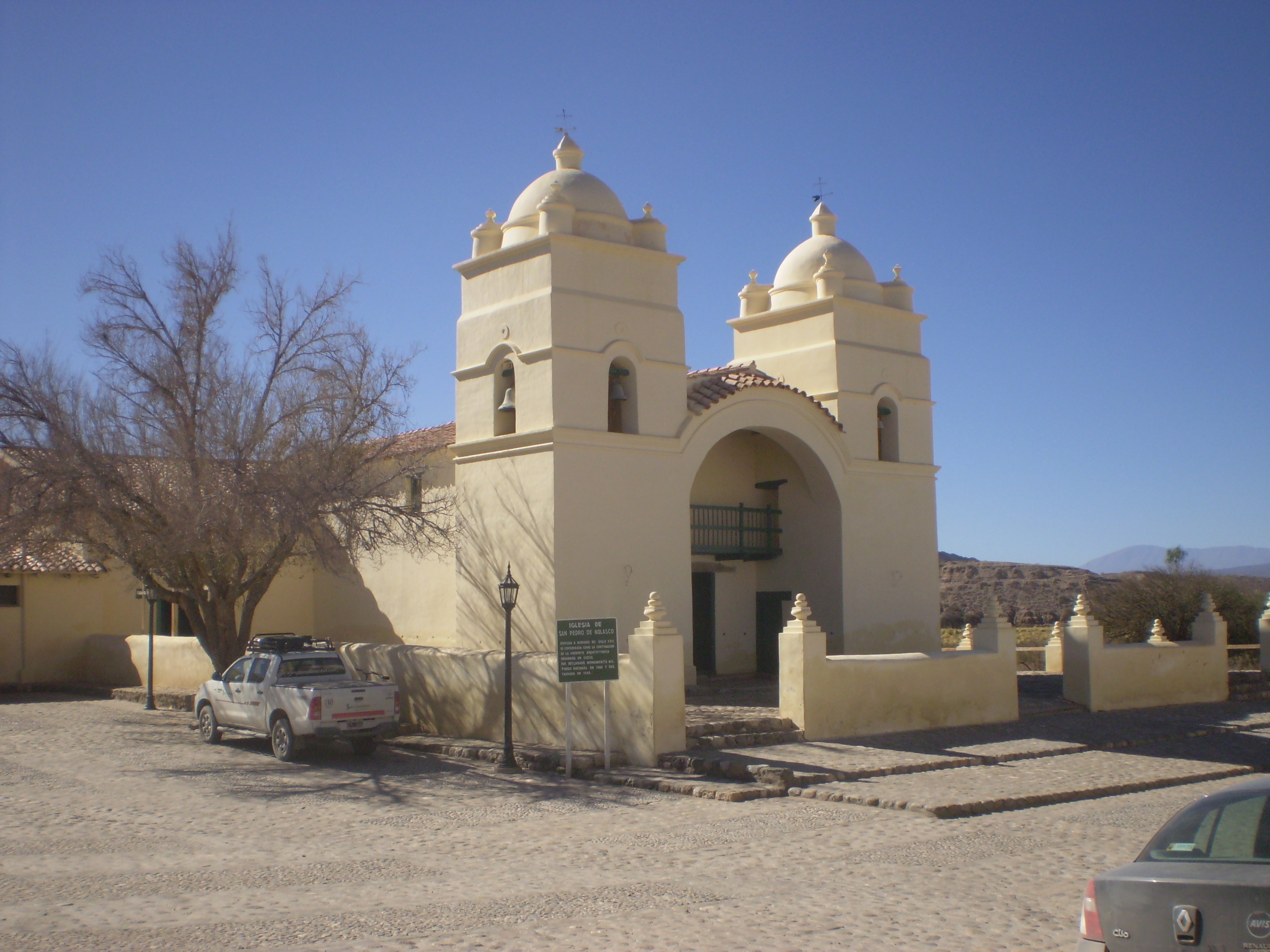
Iglesia de Molinos

- Iglesia de Molinos. Die Kirche wurde Ende des 18. Jahrhunderts auf Veranlassung des letzten königlich-spanischen Gouverneurs von Salta, Nicolás Severo de Isasmendi, gebaut, dessen sterbliche Überreste in der Kirche ruhen. Sie ist dem heiligen Petrus Nolascus geweiht. Die Kirche gehörte ursprünglich zur Encomienda von Molinos, bevor sie im Jahre 1760 in kirchliche Hände übergeben wurde. Die Pfarrei von Molinos wurde 1826 begründet. Die Kirche besteht aus einem Schiff mit Kapellen zu beiden Seiten. 1942 wurde sie zum historischen Nationaldenkmal erklärt. Durch ihre Nähe zum Fluss und der großen Menge von Salpeter in ihren Mauern ist der Bestand der restaurierten Kirche langfristig gefährdet.

- Asociación de Artesanos San Pedro Nolasco de los Molinos, Vereinigung der lokalen Kunsthandwerker.

- Finca Colomé und Finca Amaicha, zwei für ihre Hochlandweine bekannten Weingüter

- Laguna de Brealitos, Ziel für Spaziergänger und Angler (Pejerrey)

- Reserva de Vicuñas

- Ruinas de Churcal und Fuerte de Tacuil, Überreste indigener Verteidigungsanlagen gegen die spanischen Eroberer.